# Mett Hoffmann

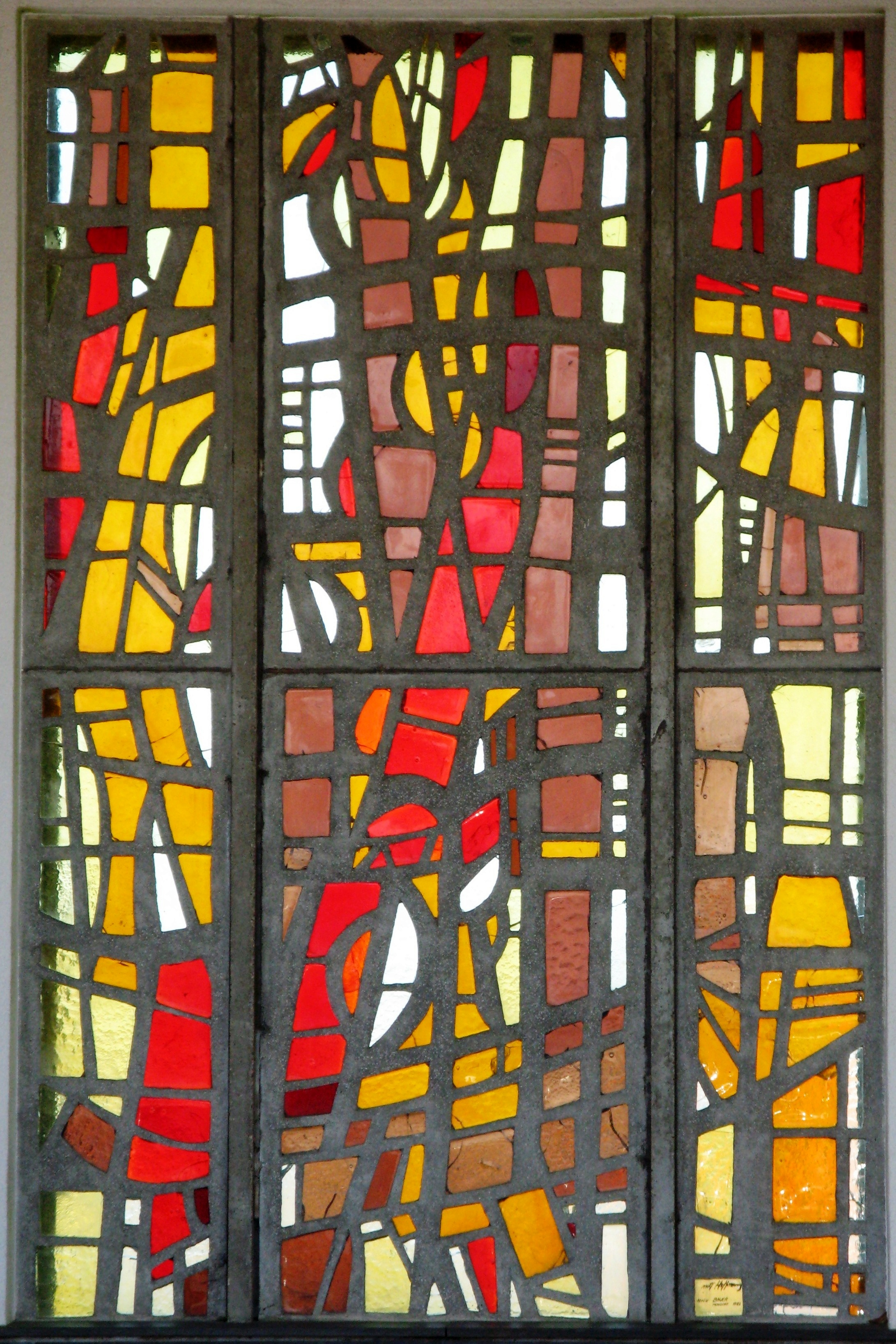
betonglasraam (1982) in Grevels

Mathias (Mett) Hoffmann (Hollerich, 15 januari 1914 – Luxemburg-Stad, 14 april 1993) was een Luxemburgs kunstschilder en glazenier.

## Leven en werk
Mett Hoffmann was een zoon van spoorwegbeambte Anton Hoffmann en Anne Crelot. Hij werd opgeleid aan de École d'artisans de l'État, als leerling van Pierre Blanc, Eugène Kurth en Josy Meyers. Hij studeerde verder aan de  École supérieure des arts décoratifs in Straatsburg en de Akademie der bildenden Künste Wien.
In 1935 keerde hij terug naar naar het ouderlijk huis in Luxemburg, waar hij naast zijn schilderijen affiches ontwierp om geld te verdienen. In 1940 vestigde hij zich als huis- en kerkenschilder in Limpertsberg. Na de Tweede Wereldoorlog kwam zijn carrière als kunstschilder pas echt op gang. Hij maakte reizen naar Frankrijk en Italië, waar hij door buitenlandse kunstenaars als Picasso werd geïnspireerd. Van academische, figuratieve landschappen en portretten evolueerde hij naar een stijl waarbij elke elke figuratieve referentie verdween. Voor zijn deelname aan een expositie in het Nationaal Museum (1951) kende een internationale jury hem en Will Dahlem de Grand Prix de la Société des Beaux Arts toe. Hij exposeerde onder meer solo bij Galerie Bradtké (1956) en Galerie Beffa (1961) in Luxemburg-Stad en de gemeentelijke galerie in Esch-sur-Alzette (1971), verder nam hij onder meer deel aan de tweede Salon des Iconomaques (1959) en de salons van de Cercle Artistique de Luxembourg. Begin jaren 1980 stapte hij over van olieverf naar gouache en werd zijn palet lichter, vanaf 1985 schilderde hij met acryl.
Naast zijn schilderwerk ontwierp Hoffmann glasramen, onder andere voor kerken in Arsdorf, Bridel, Hollenfels en Howald, en mozaïeken. Hij was lid van de nationale commissie voor beeldende kunsten van de UNESCO.
Mett Hoffmann overleed op 79-jarige leeftijd.

## Enkele werken
- ca. 1955 acht ramen, deels abstract, deels figuratief, voor de Sint-Sebastiaanskerk in Hollenfels.
- ca. 1962 glas-in-loodramen voor de Sint-Michielskerk in Luxemburg-Stad. Uitgevoerd door Léon Loudvig.[7]
- 1964 glas-in-loodramen, terracotta kruisweg en een mozaïek achter het altaar voor de huiskapel van het 'Mädchenheim' in Schrassig.
- 1966 keramisch mozaïek voor het bassin van de Leeuwenfontein bij de kathedraal van Luxemburg.[8]
- 1968-1971 glas-in-betonwanden met een vrije compositie aan de noordzijde van de Christus-Verlosserkerk in Bridel. De wanden aan de zuidkant werden ontworpen door Jang Thill. De ramen werden uitgevoerd door Gustave Zanter en P. Kaschenbach.[9]
- 1982 betonglasraam met een vrije compositie voor een columbarium annex begraafplaatskapel in Grevels. Uitgevoerd door Atelier Bauer Mondorf.
- 1985 betonglasramen met een vrije compositie voor de begraafplaatskapel in Bigonville.
- glaswand voor het Lycée Technique in Mersch.
- tien ramen, deels abstract, deels figuratief, voor de Sint-Petrus-en-Pauluskerk in Wolwelange.

## Onderscheidingen
- 1951 Grand Prix de la Société des Beaux Arts
- 1956 zilveren medaille op de biënnale van São Paulo
- 1962 Prix Marzotto

- Musée national d'archéologie, d'histoire et d'art: lkl000580